# Капсульний готель
Капсульний готель (яп. カ プ セ ル ホ テ ル капусеру хотеру)  —  тип готелю, винайдений у Японії, що складається з маленьких, розміром з ліжко, спальних кабінок, розташованих одна над одною.   Капсульні готелі пропонують дешеві ночівлі гостям, котрі не потребують або не можуть дозволити собі більші, дорожчі номери.  Перший у світі капсульний готель Capsule Inn Osaka відкрився в 1979 році в районі Умеда в штаті Осака, Японія, за проектом Кішо Курокава. Звідти цей формат готелів поширився на решту міста Японії. А концепцію почали використовувати у інших країнах включаючи Бельгію, Китай,Гонконг, Україну та ін. 

## Опис
Кімната в капсульному готелі є кабінкою розміром приблизно 2 × 1 × 1,25 м. Цього розміру достатньо, щоб спати, дивитися телевізор або читати.  Куріння та споживання їжі в капсулах найчастіше заборонено.
Капсули розташовуються поруч один з одним в два яруси. Конфіденційність забезпечується фіранкою або дверима зі скловолокна в відкритому кінці капсули.
Багаж зберігається зазвичай у шафці, розташованому недалеко від капсули. Туалети також розташовані окремо і є загальними.

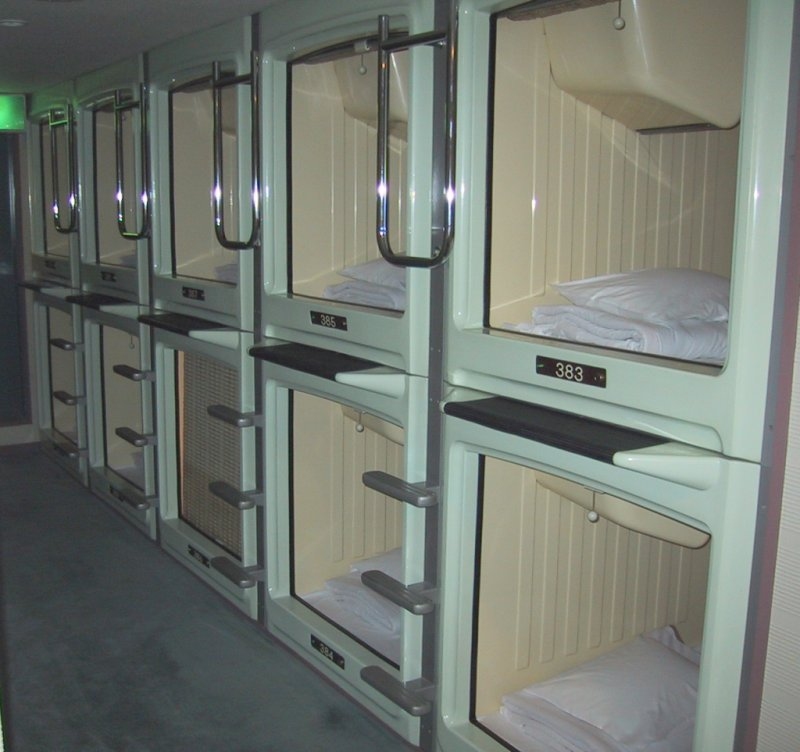

## Японія
Такий стиль розміщення постояльців в готелі популярний в Японії,  де втомлені або нетверезі офісні працівники, не хочуть пізно ввечері діставатися додому, долаючи велику відстань, а потім зранку знову їхати до місця роботи.
В Японії в капсульні готелі рідко заселяють жінок, оскільки власники готелів відносять їх до джерел шуму і занепокоєння, що може перешкодити чоловічому відпочинку. У деяких готелях жінкам виділяють окремий поверх, за умови, що вони не будуть заходити на «чоловічу половину» готелю.
Ціни коливаються у діапазоні ¥ 2000-4000 за ніч ($ 21-42, € 16-31, £ 15-29).
Найбільший капсульний готель в Японії «Грін Плаза Сіндзюку» знаходиться в Токіо, в ньому 660 номерів розміром 1 × 2 × 1 м. 

## Україна
В Україні перший капсульний готель GettSleep Boryspil відкрився в липні 2019 року в аеропорті Бориспіль.
У Києві перший готель такого формату Monotel відкрився 28 вересня 2019 року.

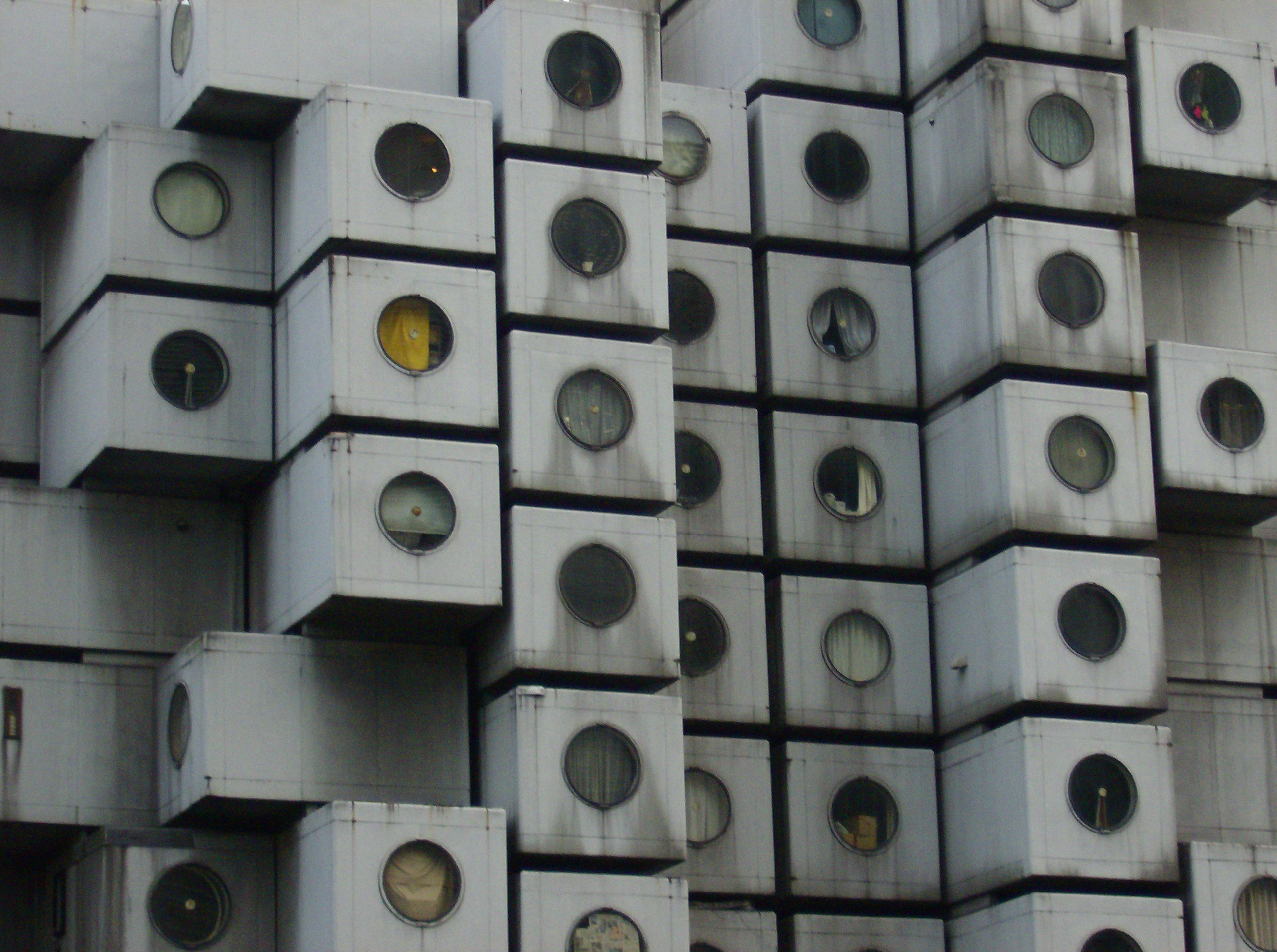
Капсульний готель, Токіо

## Критика
Через структуру розташуваня капсул, урбаністи порівнюють ліжка в капсульних готелях з трупними ящиками в морзі. Крім того, через невеликий внутрішній простір капсул, видання Forbes радить клаустрофобам не користуватися цим форматом готелів.
Деякі капсули можуть не мати кондиціонування всередині, що призводить до поганого потоку повітря. Крім того, у капсулах зазвичай тонкі стіни і дуже погана звукоізоляція та відсутня приватність.

## Дивись також
- Нічліжка
- Хостел
- Кватира-клітка
- Готель кохання